# Machmoum

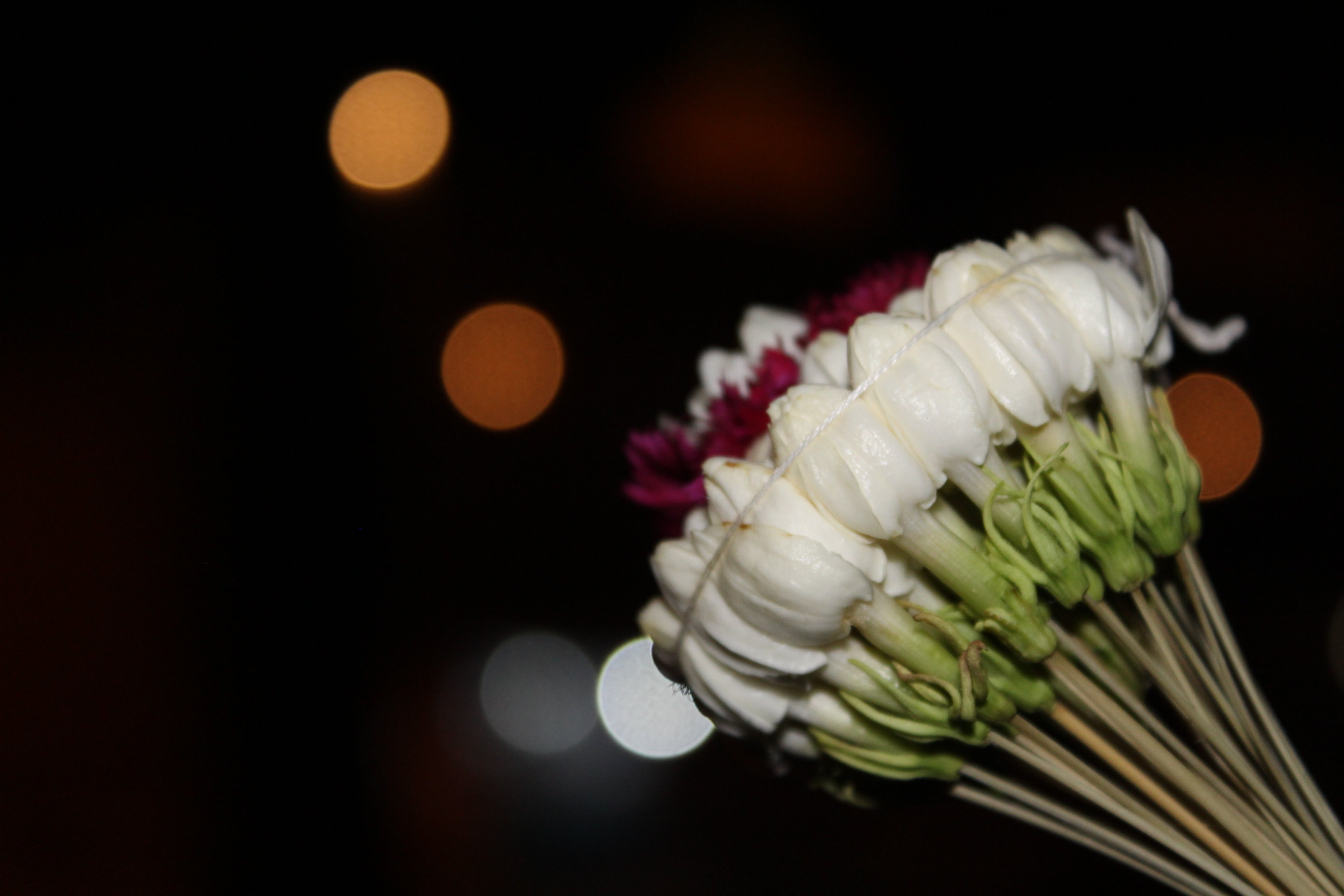
Photo d'un machmoum.

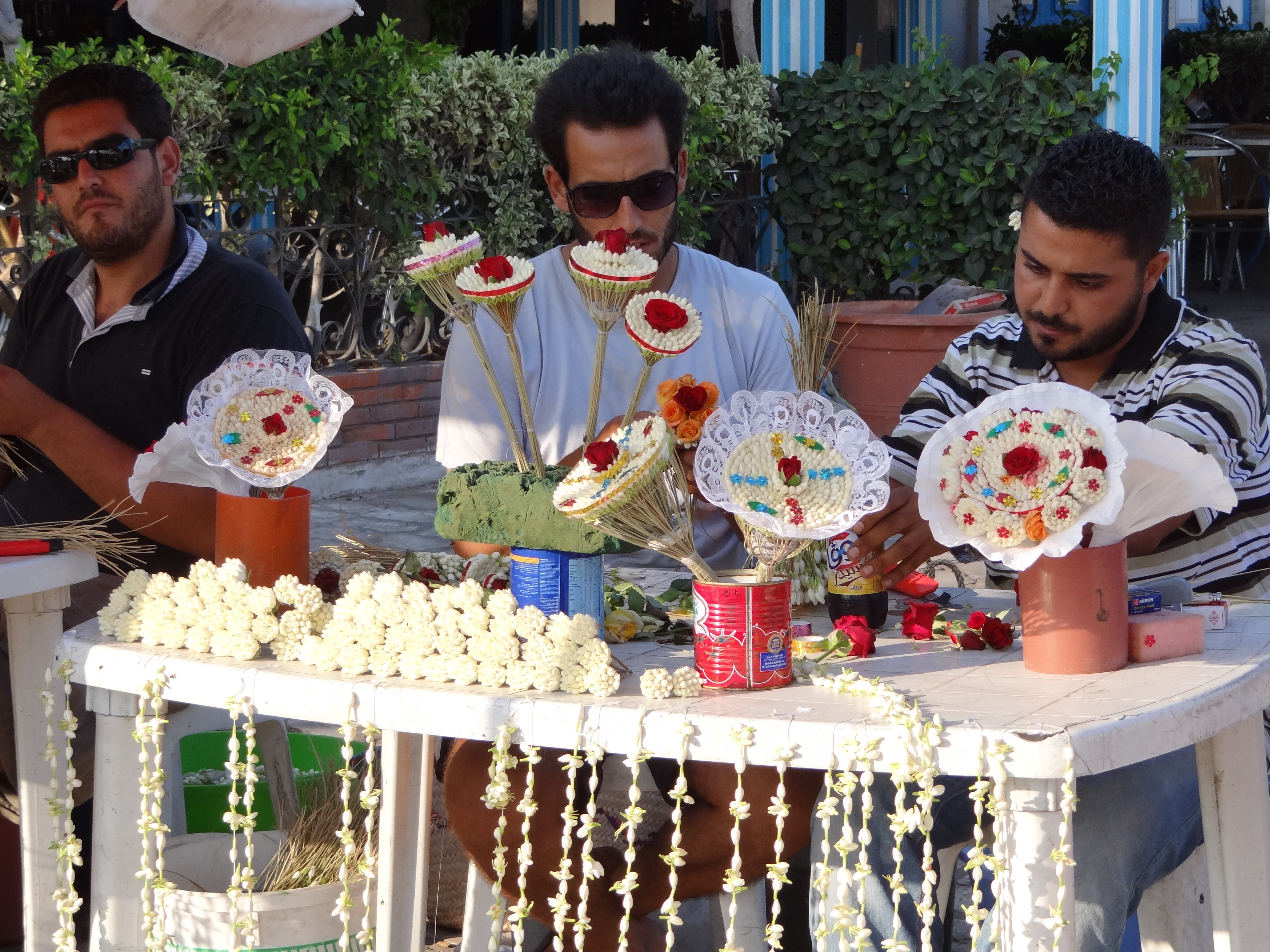
Stand de fabrication et vente de machmoum.

Le machmoum (arabe : مشموم الفل والياسمين) est un bouquet de fleurs confectionné en Tunisie à partir de jasmin, ou de Jasminum sambac, qui a subi plusieurs étapes de fabrication.

## Fabrication
La fabrication du machmoum consiste à réaliser de petits bouquets solides, à l'aide d'une tige en alfa et d'un fil de coton. Le travail est minutieux et précis : il s'agit de piquer chaque fleur rapidement puis de l'enrouler sans l'abîmer.